# Dissé-sous-Ballon
 Dissé-sous-Ballon  es una población y comuna francesa, situada en la región de Países del Loira, departamento de Sarthe, en el distrito de Mamers y cantón de Marolles-les-Braults.

## Demografía
| 245 | 226 | 157 | 111 | 102 | 108 |
| Para los censos de 1962 a 1999 la población legal corresponde a la población sin duplicidades (Fuente: INSEE [Consultar]) |     |     |     |     |     |